# Вуд, Оливер
О́ливер Вуд (англ. Oliver Wood; 2 апреля 1942, Лондон — 13 февраля 2023) — английский кинооператор и актёр. Номинант на премию «BAFTA» за лучшую операторскую работу («Ультиматум Борна», 2008 год).

## Биография и карьера
Вуд родился в Лондоне, Англия. В возрасте 19 лет он переехал в Нью-Йорк. Его первый прорыв произошел для режиссёра Леонарда Кастла в культовом криминальном фильме «Убийцы медового месяца» (1969), где он использовал доступный свет, чтобы придать мрачной комедии вид кинохроники. В конце 1970-х и 1980-х годах он снял множество фильмов категории B и независимых фильмов, часто сотрудничая с операторами Джозефом Манджином и Фредом Мерфи. Он также работал оператором на высококлассных проектах, включая Body Rock (1984) и «Жить и умереть в Лос-Анджелесе» (1985), оба из которых были сняты Робби Мюллером. Он также стал успешным оператором музыкальных клипов и коммерческих фильмов, работая с такими режиссёрами, как Боб Джиральди и Руперт Уэйнрайт.
Его большой прорыв произошел, когда он был оператором-постановщиком 53 эпизодов стильной криминальной драмы «Полиция Майами», выступая в качестве главного оператора сериала в период с 1987 по 1989 год. Его работа над сериалом привлекла внимание продюсеров, что позволило ему работать над высокобюджетными проектами. Голливудские фильмы, включая «Крепкий орешек 2» (1990), «Без лица» (1997), «U-571» (2000), «Фантастическая четверка» (2005) и «Телеведущий 2: Легенда продолжается» (2013). Он был первоначальным оператором-постановщиком лихого боевика «Остров головорезов», но получил травму на съемочной площадке и был заменен Питером Леви. Он также снял трилогию Борна, где он работал с режиссёром Полом Гринграссом, чтобы произвести спонтанный, натуралистический эффект, часто используя несколько камер, часто портативных, цитируя такие фильмы, как «Битва за Алжир» как влияние. Он был номинирован на премию BAFTA за «Ультиматум Борна» (2007).
В 2016 году Вуд снял ремейк фильма «Бен-Гур» режиссёра Тимура Бекмамбетова, используя камеры GoPro для съёмки эпизодов действия в фильме.
Вуд умер от рака 13 февраля 2023 года в возрасте 80 лет.

## Фильмография
- 1967 — Popdown
- 1968 — A Little of What You Fancy (документальный фильм)
- 1969 — Убийцы медового месяца / The Honeymoon Killers
- 1969 — De blanke Slavin
- 1977 — Danny
- 1978 — Feedback
- 1980 — Не заходи в дом / Don’t Go in the House
- 1982 — Maya
- 1983 — The Returning
- 1984 — In Our Hands (документальный фильм)
- 1984 — Рок тела / Body Rock
- 1984 — Алфавитный город / Alphabet City
- 1985 — City Boy (ТВ)
- 1985 — Семь минут на небесах / Seven Minutes in Heaven
- 1985 — Rappin'
- 1985 — Шестичасовые новости / The Sex O’Clock News
- 1986 — Смерть Ангела / Death of an Angel
- 1986 — Тихая прохлада / Quiet Cool
- 1986 — Joey
- 1986 — Команда из штата Индиана / Hoosiers
- 1986 — Неоновые маньяки / Neon Maniacs
- 1988 — Один или другой / One or the Other (короткое видео)
- 1989 — Полиция Майами / Miami Vice (телесериал)
- 1990 — Грязный герой / Nasty Hero (ТВ)
- 1990 — Крепкий орешек 2 / Die Hard 2
- 1990 — Приключения Форда Фэрлейна / The Adventures of Ford Fairlane
- 1991 — Новые приключения Билла и Теда / Bill & Ted’s Bogus Journey
- 1991 — Таинственное свидание / Mystery Date
- 1992 — Hammerin' Home (видео)
- 1993 — Руди[англ.] / Rudy
- 1993 — Консьерж / For Love or Money
- 1993 — Сестричка, действуй 2 / Sister Act 2: Back in the Habit
- 1994 — Скорость падения / Terminal Velocity
- 1995 — Опус мистера Холланда / Mr. Holland’s Opus
- 1995 — Остров головорезов / Cutthroat Island (особая благодарность)
- 1996 — Баскетбольная лихорадка / Celtic Pride
- 1996 — Два дня в долине / 2 Days in the Valley
- 1997 — Без лица / Face/Off
- 1997 — Американские горки / Switchback
- 1998 — Могучий Джо Янг / Mighty Joe Young
- 2000 — Ю-571 / U-571
- 2002 — Идентификация Борна / The Bourne Identity
- 2002 — Приключения Плуто Нэша / The Adventures of Pluto Nash
- 2002 — Обмануть всех / I Spy
- 2003 — I Spy: Schematics & Blueprints (короткое документальное видео)
- 2003 — I Spy: Gadgets & Gizmos (короткое документальное видео)
- 2003 — Национальная безопасность / National Security
- 2003 — Чумовая пятница / Freaky Friday
- 2004 — Скуби-Ду 2: Монстры на свободе / Scooby Doo 2: Monsters Unleashed
- 2004 — Превосходство Борна / The Bourne Supremacy
- 2005 — Фантастическая червёрка / Fantastic Four
- 2006 — Рики Бобби: Король дороги / Talladega Nights: The Ballad of Ricky Bobby
- 2007 — Измена / Breach (в титрах не указан)
- 2007 — Ультиматум Борна / The Bourne Ultimatum
- 2008 — Сводные братья / Step Brothers
- 2009 — Суррогаты / Surrogates
- 2010 — Копы в глубоком запасе / The Other Guys — Капитан Салти
- 2010 — Город воров / The Town (в титрах не указан)
- 2010 — Знакомство с Факерами 2 / Little Fockers
- 2011 — Инопланетное вторжение: Битва за Лос-Анджелес / Battle: Los Angeles (в титрах не указан)
- 2012 — Код доступа «Кейптаун» / Safe House
- 2013 — Два ствола / 2 Guns
- 2013 — Телеведущий 2: И снова здравствуйте / Anchorman 2: The Legend Continues
- 2015 — Номер 44 / Child 44
- 2016 — Братья из Гримсби / Grimsby
- 2016 — Бен-Гур / Ben-Hur
- 2016 — Джек Ричер 2: Никогда не возвращайся / Jack Reacher: Never Go Back
- 2018 — Приключения Шерлока Холмса / Holmes and Watson
- 2018 — Великий уравнитель 2 / The Equalizer 2